# イースターガールズ
イースターガールズは、日本の5人組アイドル。仮面女子を構成する4ユニットのひとつ。所属事務所はアリスプロジェクト。
大阪にある常設劇場「仮面女子シアター」にてほぼ毎日公演を行っている。
2017年10月22日、それまで仮面女子候補生WESTとして活動していた5名(美音咲月、渚りりか、上下碧、星宮りり、五比桐美憂）がアリス十番、スチームガールズ、アーマーガールズに続く第四の仮面女子としてイースターガールズへ昇格することが発表された。。
モチーフは名前からわかるようにイースター（復活祭）。カラフルな卵（イースターエッグ）やうさぎ（イースターバニー）をイメージした衣装・ロゴと、スカをベースにした楽曲が特徴
イースターガールズを目指す候補生「仮面女子候補生WEST」、研究生に当たる「スライムガールズWEST」がいる。ここでは合わせて詳述する。

## メンバー
| 名前        | よみ            | 生年月日       | 出身地 | 愛称     | 担当カラー     | 備考 |
| ----------- | --------------- | -------------- | ------ | -------- | -------------- | --- |
| 瀬口 こころ | せぐち こころ   | 1995年5月12日  | 大阪府 | どんぐり | オレンジ       | |
| 橘 真琴     | たちばな まこと | 2007年3月1日   | 奈良県 | まこんぬ | 赤             | |
| 暁 成実     | あかつき なるみ | 1997年11月20日 | 京都府 | なるみん | 白             | 2代目リーダー |
| 星流さりあ  | せいら さりあ   | 1998年9月20日  | 大阪府 | さりあ   | ヒョウ柄ピンク | 2017年に所属してからは東京をメインに活動。 2020年2月13日 - 2022年3月1日まではアーマーガールズで活動。 2022年3月22日より正式に加入。 初の「WESTへの移籍」メンバー。 |
| 美月 きらり | みづき きらり   | 2000年10月31日 | 大阪府 | きらりん | 黄             | イースターガールズの無期限休止後、シンセカイヒーローのメンバーとして活動中。                                                                                       |

### 過去に在籍したメンバー
| 名前        | よみ              | 生年月日       | 出身地 | 愛称                    | 担当カラー | 備考                                                                      |  |
| ----------- | ----------------- | -------------- | ------ | ----------------------- | ---------- | ------------------------------------------------------------------------- |  |
| 美音 咲月   | みね さつき       | 1999年4月11日  | 大阪府 | さっちゃん              | ピンク     | 初代リーダー 2019年6月23日で卒業、7月15日より東京・スチームガールズへ移籍 |  |
| 星宮 りり   | ほしみや りり     | 1995年7月28日  | 大阪府 | りりちゃん              | 白         | 初代センター 2019年4月20日公演で卒業                                      |  |
| 渚 りりか   | なぎさ りりか     | 1997年8月11日  | 大阪府 | りりかちゃん            | 黄         | 2019年8月03日公演で卒業                                                   |  |
| 五比桐 美憂 | ごひちぎり みゆう | 1992年1月13日  | 大阪府 | みゆうちゃん            | オレンジ   | 2019年5月11日公演で卒業                                                   |  |
| 剣城 琴音   | つるぎ ことね     | 2003年10月16日 | 大阪府 | ことねちゃん            | 水色       | 2019年8月18日公演で卒業                                                   |  |
| 上下碧      | うえした あお     | 1995年2月16日  | 愛知県 | あおちゃん うえしたさん | 青         | 2020年6月28日で卒業、7月23日より東京・アーマーガールズへ移籍              |  |
| 望月 ゆの   | もちづき ゆの     | 1997年10月12日 | 北海道 | ゆのぽよ                | 紫         | 2020年12月20日卒業                                                        |  |
| 蒼井 乃々愛 | あおい ののあ     | 2002年4月5日   | 大阪府 | ののあたん              | 緑         | 2代目センター2022年7月2日東京アーマーガールズへ移籍                       |  |
| 中村 波音   | なかむら はのん   | 2001年5月11日  | 三重県 | はのんちゃん            | 水色       | 2022年9月10日公演で卒業                                                   |  |

## 略歴
2017年
- 10月22日、仮面女子候補生WESTの美音咲月、渚りりか、上下碧、星宮りり、五比桐美憂の5名による結成が発表される[9]。
- 12月31日、仮面女子シアターにてお披露目公演[9]。

2018年
- 1月16日、仮面女子カフェでの初出演[10]。
- 8月17日、京セラドームにて「イエス！高須クリニック仮面祭り！」が開催され、試合前にミニライブが行われた。また、国歌独唱を美音咲月、始球式を上下碧が務めた[11]。
- 8月31日・9月1日、京セラドームにて「めがねのまち さばえDAY」を開催。イースターガールズ及び桜雪、小島夕佳、水沢まい、黒瀬サラ、雪乃しほり、陽向こはる、海月咲希、猪狩ともかが出演した[12][13]。
- 10月6日、蒼井乃々愛が加入[14]。
- 12月15日、美音咲月が出演する映画「レッド・ブレイド」が公開[15]。

2019年
- 4月20日、星宮りりが卒業[16]。
- 4月21日、剣城琴音、望月ゆのが加入[17]。
- 5月11日、五比桐美憂が卒業[18]。
- 6月23日、美音咲月が卒業、7月15日 にスチームガールズへ加入した[19]。
- 7月13日、橘真琴、瀬口こころが加入[20]。
- 8月3日、渚りりかが卒業[21]。
- 8月17日、剣城琴音が卒業[22]。
- 12月24日・25日、スリジエWESTと合同でクリスマスライブを開催[23]。

2020年
- 3月4日 - 19日 及び 3月30日 - 5月31日、新型コロナウィルス流行により仮面女子シアターを休業とした。
- 6月29日、上下碧が卒業、7月23日 アーマーガールズへ加入した[24]。
- 7月19日、中村波音、暁成実が加入[25]。
- 12月20日、望月ゆのが卒業[26]。

2021年
- 3月14日、イースターガールズ生誕祭にて暁成実のリーダー就任が発表された。

2022年
- 6月12日、蒼井乃々愛が卒業、7月2日 アーマーガールズへ加入した[27]。
- 9月10日、中村波音が卒業[28]。
- 10月15日、美月きらりが加入。さかのぼって同月11日、アリスプロジェクトの大型企画始動に伴いイースターガールズは2023年1月15日の生誕祭をもって無期限の活動休止となることが発表された。現メンバーのうち橘真琴、美月きらりの2名はそのまま事務所に籍を置く。一方、瀬口こころ、暁成実、星流さりあの3名は退所し、星流はそのままタレント活動を継続、暁は芸能界を引退する[29]。

## 楽曲
- サクライツカ
- SAKURA
- ペパロニ☆ウエスタン
- GO RUNAWAY!!
- イースター☆EGGS
- 卵・アドベンチャー
- 絆No.1
- 無限☆無尽 -Belive- - 高須クリニック関西地区ラジオ・テレビCMソング
- カラフルウェーブ
- スカッとぱーりないっ！
- OHHH☆YEAHHH!!!
- GOGO☆WEST
- ブルー☆スカイ
- エキサイティングガール（スライムガールズWEST）
- 君色リフレクション（スライムガールズWEST）

## 仮面女子候補生WEST
| 名前 | よみ | 生年月日 | 出身地 | 愛称 | 担当カラー | 備考 |
| ---- | ---- | -------- | ------ | ---- | ---------- | ---- |

## スライムガールズWEST
| 名前 | よみ | 生年月日 | 出身地 | 愛称 | 担当カラー | 備考 |
| ---- | ---- | -------- | ------ | ---- | ---------- | ---- |